# Limonium sibthorpianum
Il limonio di Sibthorp (Limonium sibthorpianum (Guss.) Kuntze, 1891), noto anche come limonio di Capo Alì, è una pianta erbacea perenne appartenente alla famiglia delle Plumbaginacee, originaria della Sicilia nord-orientale.
Questa pianta, a rischio di estinzione è stata scelta come simbolo dell'Orto Botanico di Messina Pietro Castelli, che nel 2002 ha avviato un programma di reintroduzione della pianta nel suo habitat originario.

## Etimologia
L'epiteto specifico è un omaggio al botanico inglese Humphrey Waldo Sibthorp (1713-1797).

## Descrizione
È una piccola pianta erbacea che fiorisce tra luglio e agosto, con piccoli fiori violacei.
È perenne e sviluppa gemme poste a livello del terreno, con foglie disposte in una rosetta basale.

## Distribuzione e habitat
Attualmente, il suo habitat naturale è limitato alle rupi di Capo Alì, vicino Messina, a ridosso sul mare e prospiciente la strada statale 114 Messina-Catania.

## Conservazione
La Lista rossa IUCN classifica Limonium sibthorpianum come specie in pericolo critico di estinzione (Critically Endangered).